# Región Brunca
La Región Brunca es una región socioeconómica del sur de Costa Rica. Presenta una variedad paisajística que va desde las costas oceánicas hasta las montañas.
Limita con Panamá al este, con el Océano Pacífico al sur, al oeste con la Región Pacífico Central, y con las regiones Central y Huetar Atlántica al norte. Su cabecera es la ciudad de San Isidro de El General.
La Región Brunca está formado por los cantones de Osa, Golfito, Corredores, Coto Brus, Buenos Aires y Puerto Jiménez en la provincia de Puntarenas, y Pérez Zeledón en la provincia de San José.
Posee un clima tropical húmedo.

## Población
Presenta reservas indígenas bajo jurisdicción del Estado, específicamente según lo estipulado por la Ley de Autonomía de los pueblos Indígenas. El desplazamiento de los Indígenas a menudo es a caballo o a través de los ríos en embarcaciones artesanales o canoas además de motocicletas, automóviles y autobuses donde las condiciones de acceso y caminos así lo permite.

## Economía
- Sector Primario: Se destaca en la agricultura en el cultivo de producto de importancia como lo son el café, el tabaco, arroz, maíz, palma aceitera, caña de azúcar y piña. También se practican actividades pesqueras y ganaderas.
- Sector Secundario: La industria está relacionada con la agricultura por lo que presenta Agroindustria en el procesamiento de café, caña de azúcar piña, arroz, exploración forestal. En Golfito, se encuentra un depósito de libre comercio, muy visitado por los pobladores.
- Sector Terciario: Presenta Turismo atraído por las montañas, valles y playas. El turismo es destacable en la zona de Osa, donde se encuentran el parque nacional Corcovado y el parque nacional Marino Ballena. El centro de servicios más importante es la ciudad de San Isidro del General.

Según datos del Instituto Nacional de Estadísticas y Censos, el ingreso promedio por hogar fue de 663.789 colones mensuales en 2018 (aproximadamente US$1.164 mensuales). Mostró una disminución de -3,3% respecto al año 2017. En términos de ingresos promedios por hogar, esta es la región más pobre del país.

## Transporte
En la Región Brunca se ubica gran parte de la Ruta #2, más conocida como Carretera Interamericana Sur, que comunica a San José con Panamá. Además, en la región se ubican los siguientes aeropuertos:
- Aeropuerto de Palmar Sur
- Aeropuerto de Coto 47
- Aeropuerto de Bahía Drake
- Aeropuerto de Golfito
- Aeropuerto de Puerto Jiménez
- Aeropuerto de Pérez Zeledón

## Problemas socioeconómicos
- Desempleo (la tasa alcanzaba el 5,9% en el 2005).
- Desequilibrio Urbano y precarismo.
- Orero y Deforestación.
- Contrabando de drogas.
- Infraestructura subdesarrollada.
- Marginamiento social, sobre todo a la población indígena.
- Analfabetismo.
- Mejoras de agua.
- Carencia de viviendas.

## Desafíos
- Promover la presencia de empresas y compañías que ofrezcan trabajos dignos.
- Establecer programas reales de vivienda, salud y educación para todos.